# Хаббард, Доминик, 6-й барон Аддингтон
Доминик Брайс Хаббард, 6-й барон Аддингтон (англ. Dominic Bryce Hubbard, 6th Baron Addington; родился 24 августа 1963 года) — британский политик-либерал-демократ, президент Британской ассоциации дислексиков и вице-президент Спортивной ассоциации Великобритании.

## Ранняя жизнь
Родился 24 августа 1963 года. Старший сын Джеймса Хаббарда, 5-го барона Аддингтона (1930—1982), и Александры Патрисии Миллар.
Аддингтон получил образование в школе Хьюитта в Норвиче, прежде чем поступить в Абердинский университет, окончив его как магистр в 1988 году.

## Карьера
Он унаследовал титул б-го барона Аддингтона из Аддингтона, графство Бакингемшир в 1982 году после смерти своего отца Джеймса Хаббарда, 5-го барона Аддингтона, бывшего офицера британской полиции в Южной Африке. Заняв свое место в 22 года, он был самым молодым пэром в Палате лордов.
Лорд Аддингтон был возвращен в качестве одного из девяноста избранных представителей наследственных пэров в парламенте в 1999 году. Он сидит на скамейках либерал-демократов в Палате лордов и является представителем партии по спорту. В настоящее время он является самым продолжительным членом Палаты лордов от либеральных демократов. Он является капитаном команды общин и лордов по регби и футболу, а также играл в двух парламентских чемпионатах мира в 1994 и 1999 годах.

## Личная жизнь
В 1999 году барон Аддингтон женился на Элизабет Энн Моррис, единственной дочери Майкла Морриса из Даксбери-Парка, Чорли, Ланкашир. Лорд и леди Аддингтон живут в Норвиче.
Предполагаемым наследником титула является его младший брат, достопочтенный Майкл Уолтер Лесли Хаббард (род. 1965), у которого от его жены Эммануэллы, урожденной Онони, есть сын Оливер.